# Wola Rafałowska (gromada)
Wola Rafałowska – dawna gromada, czyli najmniejsza jednostka podziału terytorialnego Polskiej Rzeczypospolitej Ludowej w latach 1954–1972.
Gromady, z gromadzkimi radami narodowymi (GRN) jako organami władzy najniższego stopnia na wsi, funkcjonowały od reformy reorganizującej administrację wiejską przeprowadzonej jesienią 1954 do momentu ich zniesienia z dniem 1 stycznia 1973, tym samym wypierając organizację gminną w latach 1954–1972.
Gromadę Wola Rafałowska z siedzibą GRN w Wola Rafałowskiej utworzono – jako jedną z 8759 gromad na obszarze Polski – w powiecie mińskim w woj. warszawskim, na mocy uchwały nr VI/10/7/54 WRN w Warszawie z dnia 5 października 1954. W skład jednostki weszły obszary dotychczasowych gromad Dąbrowa, Lubomin, Sokolnik i Trojanów, ponadto wieś Guzew i kolonia Nowy Guzew z dotychczasowej gromady Guzew oraz wieś Wola Rafałowska, kolonia Wymyśle Dolne, kolonia Wymyśle Górne i kolonia Wymyśle Środkowe z dotychczasowej gromady Wola Rafałowska ze zniesionej gminy Kuflew, w tymże powiecie. Dla gromady ustalono 21 członków gromadzkiej rady narodowej.
31 grudnia 1961 gromadę zniesiono, włączając jej obszar do gromady Mrozy w tymże powiecie.